# Il passato non muore mai
Il passato non muore mai (Adopting Terror) è un film per la televisione del 2012 diretto da Micho Rutare.

## Trama
Tim e Cheryl Broadbent sono felici di adottare una bambina Mona, ma la felicità si trasforma in un incubo quando il padre della bambina inizia a perseguitarli. Ricorrendo alle intimidazioni e agli omicidi, l'uomo ha l'intenzione di riprendere sua figlia ed è disposto a non fermarsi di fronte a nessuno.